# Guillawa (Namaro)
Guillawa (auch: Guilawa) ist ein Dorf in der Landgemeinde Namaro in Niger.

## Geographie
Das von einem traditionellen Ortsvorsteher (chef traditionnel) geleitete Dorf liegt am rechten Ufer des Flusses Niger. Es befindet sich rund 15 Kilometer südöstlich des Hauptorts Namaro der gleichnamigen Landgemeinde, die zum Departement Kollo in der Region Tillabéri gehört. Zu den Siedlungen in der näheren Umgebung von Guillawa zählen Sikièye stromaufwärts im Nordwesten und Yonkoto stromabwärts im Südosten.
Guillawa ist Teil der Übergangszone zwischen Sahel und Sudan. Die durchschnittliche jährliche Niederschlagshöhe beträgt hier zwischen 400 und 500 mm.

## Geschichte
Guillawa wurde Mitte des 17. Jahrhunderts Teil des Herrschaftsbereichs von Gindé Marieizé, des Herrschers von Namaro.

## Bevölkerung
Bei der Volkszählung 2012 hatte Guillawa 600 Einwohner, die in 68 Haushalten lebten. Bei der Volkszählung 2001 betrug die Einwohnerzahl 424 in 53 Haushalten und bei der Volkszählung 1988 belief sich die Einwohnerzahl auf 347 in 53 Haushalten.

## Kultur und Sehenswürdigkeiten
Es gibt eine Moschee im Dorf.

## Wirtschaft und Infrastruktur
Die Hauptaktivitäten in der Senke entlang des Niger-Flusses, in der Guillawa liegt, sind der Ackerbau, die Viehzucht, die Fischerei und der Verkauf von Holz. Es werden Hirse, Sorghum, Augenbohnen, Okra, Süßkartoffeln, Kürbisse und weiteres Gemüse angebaut. Auf den schweren Böden am Fluss wird auch Reis kultiviert. Landwirtschaftliche Produkte aus Guillawa werden auf den Wochenmärkten im Gemeindehauptorts Namaro, in Boubon und in Karma verkauft. Im Dorf werden Rinder für die Milchproduktion gehalten.